# Raimbaut d'Aurenga

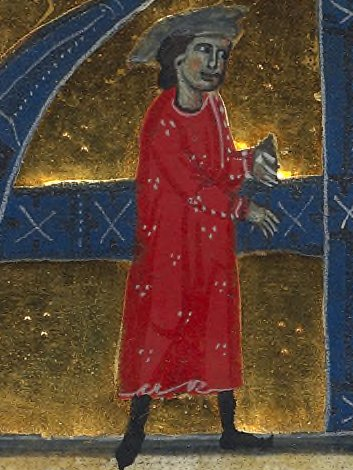
Raimbaut d'Aurenga

Raimbaut d'Aurenga (khoảng 1147 - 1173) là chúa của Orange và Aumelas. Sự sở hữu của ông còn bao gồm Frontignan và Mireval. Ông là con trai duy nhất của William xứ Aumelas và Tiburge, con gái của Raimbaut, Bá tước xứ Orange. Sau cái chết sớm của cha của Raimbaut, người hỗ trợ cho cuộc sống của Raimbaut là người chú William VIII của Montpelier và người chị Tibors.
Raimbaut là một troubadour lớn, có đóng góp cho sự sáng tạo của trobar ric (phong cách có khớp) trong các bài thơ troubadour. Có khoảng 40 tác phẩm của ông vẫn còn tồn tại cho đến bây giờ. Chúng thể hiện sự thích thú đối với các giai điệu hiếm và mô thức thơ phức tạp.
Cái chết của ông vào năm 1173 được nhắc đến trong một planh (khúc thương xót) của Giraut de Bornelh cũng như trong bài thơ duy nhất còn tồn tại đến bây giờ của Azalais de Porcairagues, người yêu của người anh em họ Gui Guerreja. Có vẻ bài thơ của Azalais được sáng tác trong một hoàn cảnh sớm hơn, khi Raimbaut vẫn còn sống. bởi vì trong bài thơ A mon vers dirai chanso, Raimbaut đã tham gia sự tranh luận thơ ca được bắt đầu bởi Guilhem de Saint-Leidier và được thúc đẩy bởi Azalais với một câu hỏi: liệu một người phụ nữ có nhục không khi yêu một người giàu hơn mình. Aimo Sakari đã tranh luận rằng Azalais là một người hát rong bí ẩn trong một số bài thơ của Raimbaut.